# جيف أندرسون (لاعب كرة قدم)
جيف أندرسون (بالإنجليزية: Geoff Anderson)‏ (26 نوفمبر 1944 في المملكة المتحدة - ) هو لاعب كرة قدم بريطاني في مركز جناح ‏. لعب مع برمنغهام سيتي ولينكولن سيتي أف سي ونادي مانسفيلد تاون ورامزغيت ‏.

## وصلات خارجية
- جيف أندرسون على موقع قاعدة بيانات كرة القدم.إي يو (الإنجليزية)